# NGC 7364
NGC 7364 is een spiraalvormig sterrenstelsel in het sterrenbeeld Waterman. Het hemelobject werd op 1 oktober 1785 ontdekt door de Duits-Britse astronoom William Herschel.

## Synoniemen
- UGC 12174
- MCG 0-58-1
- ZWG 379.2
- PGC 69630